# Sinagoga Brit Brajá
La Sinagoga Brit Brajá, fundada en el año 2008, es la primera Sinagoga Reformista física y virtual de habla hispana que fue formalmente establecida en México. Desde hace varios años transmite clases de judaísmo y los servicios religiosos en vivo vía online para lograr integrar a los judíos en México o en otros países y que se encuentran aislados de una comunidad judía local. La Sinagoga Brit Brajá, cuenta con un centro comunitario, canal de conferencias en línea, publicaciones en línea, centro de estudios judaicos, biblioteca, hospedaje para visitantes y un comité de beneficencia. 
Su Misión es servir al Dios de Israel, así como al pueblo de Israel en todas partes del mundo y su Visión es ser una fuente de información, ayuda y acercamiento a judíos, descendientes de judíos y gentiles que así lo requieran; a la fe y tradición hebreas de manera accesible y abierta.
La Sinagoga Brit Brajá también es sede de la Comunidad Reformista Brit Brajá de México, esta comunidad es la única que se dado a la tarea de traducir del inglés y del Hebreo y crear una gran cantidad de materiales en Español, para difundir los principios de un Judaísmo reformista abierto e incluyente; materiales que han servido de apoyo y soporte para nuevas comunidades liberales en América Latina y otras partes del mundo, a través de su cercana colaboración en Brit Brajá Wordlwide Jewish Outreach.

## Los principios del Judaísmo Reformista o Liberal incluyen
- La existencia, la singularidad y la unidad de Dios.
- La eternidad y la naturaleza espiritual de Dios.
- La Torá fue inspirada y es progresivamente revelada por Dios.
- El Monoteísmo Ético.
- La ciencia (תורה ומדע) deberá ser parte de la guía para un reformismo sistemático, que enfoque a la humanidad como primer objetivo. Basado en el racionalismo de Maimónides o Rambam (del acrónimo hebreo, רמב"ם).
- La afirmación de los tres pilares del Judaísmo: Dios, la Torá e Israel.
- La adaptación y respuesta del Judaísmo a los desafíos de la actualidad, como siempre lo ha hecho para poder sobrevivir. El Judaísmo ha de ser purificado y la maleza recortada.
- La llegada de la Era Mesiánica es responsabilidad de todos; judíos y no judíos.